# Gante-Wevelgem 1991
La Gante-Wevelgem 1991 fue la 53.ª edición de la carrera ciclista Gante-Wevelgem y se disputó el 10 de abril de 1991 sobre una distancia de 210 km.  
El vencedor fue el uzbeco Djamolidine Abdoujaparov se impuso al sprint. El italiano Mario Cipollini y el alemán Olaf Ludwig fueron segundo y tercero respectivamente.

## Clasificación final
| Posición | Ciclista                 | Equipo          | Tiempo   |
| -------- | ------------------------ | --------------- | -------- |
| 1        | Djamolidine Abdoujaparov | Carrera         | 5h16'38" |
| 2        | Mario Cipollini          | Del Tongo       | s.t.     |
| 3        | Olaf Ludwig              | Panasonic       | s.t.     |
| 4        | Eric Vanderaerden        | Buckler         | s.t.     |
| 5        | Kurt Onclin              | Tulip Computers | s.t.     |
| 6        | Marc Sergeant            | Panasonic       | s.t.     |
| 7        | Jean-Claude Colotti      | Tonton Tapis    | s.t.     |
| 8        | Johan Museeuw            | Lotto-Superclub | s.t.     |
| 9        | Cees Priem               | Tonton Tapis    | s.t.     |
| 10       | Allan Peiper             | Tulip Computers | s.t.     |